# Uerdinger Schienenbus

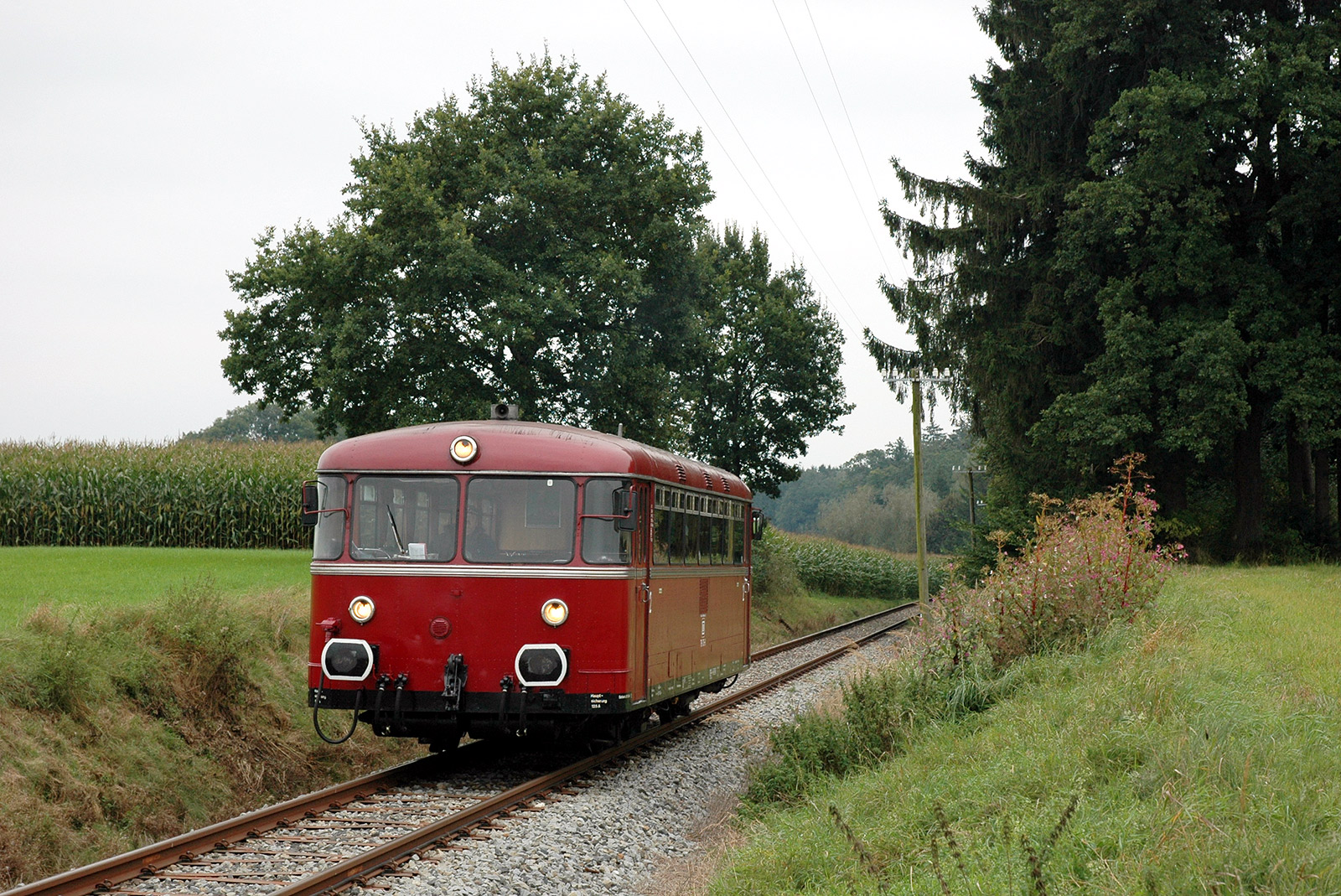
La voiture du moteur à combustion interne sur la voie ferrée.

L’Uerdinger Schienenbus était un autorail construit par la Waggonfabrik Uerdingen pour la Deutsche Bundesbahn et plusieurs sociétés privées de chemins de fer allemands[Qui ?]. Les Schienenbusse portaient les numéros VT 95 (Baureihe 795) et VT 98 (Baureihe 798) et furent, avec 1 492 exemplaires construits entre 1950 et 1971, un très grand succès. Sans le Schienenbus, beaucoup de lignes secondaires n’auraient pas survécu durant les années 1960, 1970 et même 1980. C’est pour cela que le Schienenbus fut nommé le sauveur des lignes secondaires[réf. souhaitée].

## VT 95

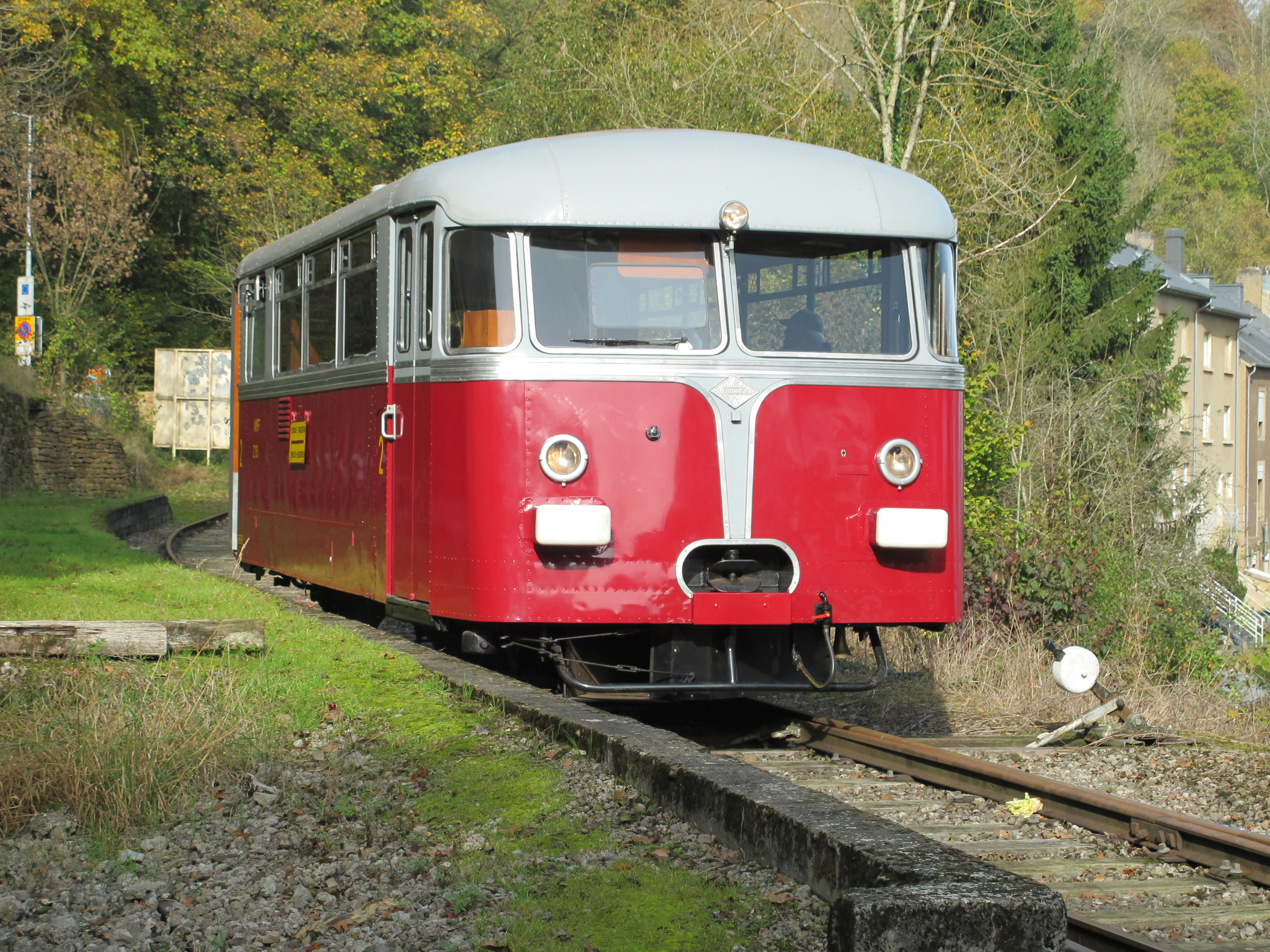
Uerdinger Schienenbus VT 95 (présérie, ex-CFL) à Bois de Rodange

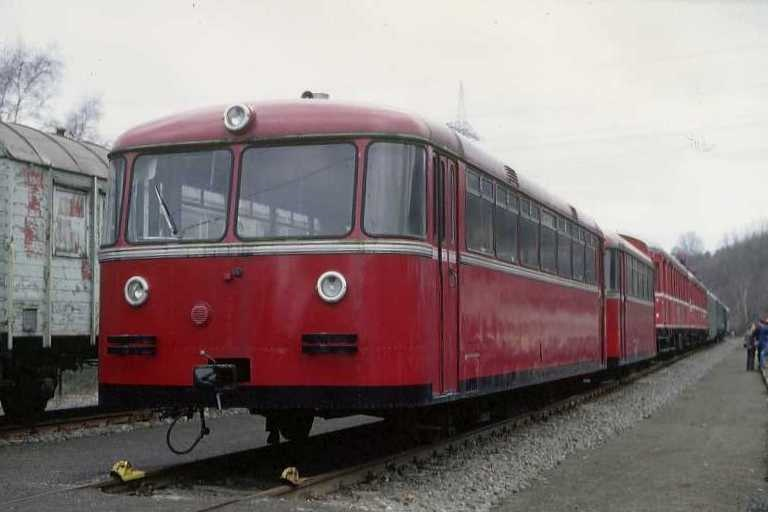
Autorail VT 95

La première série, construite à partir de 1952, comptait 557 exemplaires numérotés VT 95 9112 à 9669, construits par la Waggonfabrik Uerdingen et par MAN. Ces autorails étaient équipés de moteurs Berliet, puis Büssing, de 130 chevaux entraînant un seul essieu par l'intermédiaire d'une transmission mécanique avec boîte à 6 vitesses. À partir du VT 95 9470, la puissance était de 150 chevaux.

Les VT 95 étaient équipés d'attelages automatiques Scharfenberg et de tampons secs en tôle, ce qui les rendait incompatibles avec les autres matériels équipés d'attelages à vis.

Tous les autorails disposaient du frein à air comprimé et furent également équipés de freins magnétiques à partir de juin 1953. Ce système permettait l'arrêt d'un autorail roulant à 50 km/h sur une distance de 70 mètres.

564 remorques à voyageurs, du type VB 142, furent également construites de 1952 à 1955, ainsi que 60 remorques à bagages à un seul essieu, du type VB 141.

Les VT 95 et VB 142 pouvaient former des rames de 4 caisses maximum (2 autorails encadrant 2 remorques).

## VT 98
La puissance des VT 95 se montrant parfois insuffisante en service, la Deutsche Bundesbahn décida d'étudier une version à deux moteurs, les VT 98. Ces autorails, assez proches des VT 95, furent mis en service à partir de 1953 pour les 3 prototypes, et de 1955 pour la série qui comptait 329 exemplaires.
En plus de leurs deux moteurs, les VT 98 se différenciaient des VT 95 par la présence d'attelages à vis et de tampons classiques.
Les remorques, de dimensions identiques à celles des autorails, appartenaient soit au type VB 98 (320 exemplaires), soit au type VS 98 (310 exemplaires). Ces dernières étaient équipées d'une cabine pour la conduite en réversibilité des autorails (remorques-pilotes).
Les compositions possibles avec les VT 98 étaient de ce fait plus variées, les plus courantes étant :
- un autorail et une remorque-pilote VS 98, avec éventuellement une remorque VB 98 au milieu,
- deux de ces rames attelées ensemble (généralement deux rames de trois caisses chacune),
- exceptionnellement, un autorail, deux remorques VB 98 et une remorque-pilote VS 98.

Des rames de plus de 6 caisses ont circulé mais seulement à vide. Parfois, des voitures ou des wagons étaient attelées aux VT 98.

## Préservation
La popularité des Schienenbus et leur grand nombre ont permis la préservation d'un très grand nombre d'exemplaires dans différents musées et chemins de fer touristiques. Le parc préservé comprend :
- 13 autorails VT 95
- 15 remorques VB 142
- 46 autorails VT 98
- 38 remorques VB 98
- 28 remorques-pilotes VS 98

## Modélisme
Le succès incontestable des Uerdinger Schienenbus a fait que la plupart des grands producteurs de modèles de chemins de fer européens ont reproduit le Schienenbus. On le retrouve donc à l'échelle I (Märklin), HO (Märklin), (Fleischmann), (Roco), en N (Arnold), (Minitrix), et en Z (Märklin).